# Сумасброды (фильм, 1976)
«Сумасброды» (англ. Nuts in May) — телевизионный фильм режиссёра Майка Ли. Премьерный показ состоялся 13 января 1976 года на канале BBC One в рамках серии передач Play for Today. Фильм вошёл в сотню лучших британский телепрограмм по версии Британского института кино (см. BFI TV 100).

## Сюжет
Кит и Кэндис Мари — супружеская пара, которая приезжает на отдых в сельскую местность, чтобы отдохнуть от городской суеты и насладиться жизнью на природе. Они придерживаются строгих правил: не едят мясо, старательно пережёвывают пищу (ровно 72 раза!), поют песни собственного сочинения под банджо и посещают достопримечательности по заранее составленному расписанию. Их размеренная жизнь в кемпинге оказывается под угрозой при появлении других постояльцев: сначала студента Рэя, любящего слушать радио, а затем беспокойной парочки на мотоцикле...

## В ролях
- Роджер Сломан — Кит
- Элисон Стедман — Кэндис Мари
- Энтони О'Доннелл — Рэй
- Шейла Келли — Хонки
- Стивен Билл — Фингер
- Риченда Кэри — мисс Бил
- Мэттью Гиннесс — фермер
- Эрик Аллан — каменотес
- Салли Уоттс — девушка фермера
- Ричард Айрсон — полицейский